# 206 a. C.
El año 206 a. C. fue un año del calendario romano prejuliano. En el Imperio Romano, fue conocido como el año 548 Ab Urbe condita.

## Acontecimientos

### Hispania
- Batalla de Ilipa - Escipión vence a los cartagineses, haciéndoles retroceder hasta Gadir Cádiz, en una de las últimas acciones de la segunda guerra púnica en la península ibérica.
- Motín en el campamento romano de Sucro. Los ilergetas, con Indíbil y Mandonio al frente, se sublevan. Escipión el Africano abandona la península ibérica, dejando a cargo de los asuntos de Hispania a Lucio Marcio Séptimo y M. Junio Silano.
- Los romanos conquistan Córdoba, tras la batalla de Ilipa y la llaman Corduba.
- Fundación de Itálica (fecha aproximada).

### Grecia
- La guerra entre Macedonia y Roma progresa lentamente sin que haya una ventaja decisiva en favor de ninguno de los dos lados. El interés de Roma no está en la conquista sino en mantener a Macedonia, las ciudades-estado griegas y las ligas políticas griegas continuamente divididas y que no sean amenazantes.
- Filipo V de Macedonia consigue sacar ventaja de la inactividad romana. Después de saquear Termo, el centro político y religioso de Etolia, Filipo es capaz de forzar a los etolios a aceptar un tratado de paz basándose en sus términos.

### Numidia
- Capussa nombrado rey de Numidia.
- Lacumazes nombrado rey de Numidia.
- Masinissa (rey de Numidia), es desterrado, se une a los romanos.

### China
- Se aproxima que en este año aparecen los primeros Chinese Shar Pei en la Tierra.
- Comienza a gobernar la Dinastía Han occidental.
- Gaozu, quien fuera oficial del Ejército de la Dinastía Qin, se autoproclama emperador e inaugura el reinado de la Dinastía Han en China. Convierte el con- fucianismo en ideología del Estado.[1]

## Nacimientos
- Nacen los Shar Pei aproximadamente en esta época nace el primero del mundo por mezclas de Chow Chow en China